# Zaciskające zapalenie osierdzia
Zaciskające zapalenie osierdzia (łac. pericarditis constrictiva, ang. constrictive pericarditis) – rzadko występujące późne następstwo stanu zapalnego osierdzia. Stan zapalny jest zazwyczaj spowodowany infekcją, która obejmuje osierdzie, ale może wystąpić również po zawale serca lub po zabiegu chirurgicznym na sercu.

## Etiologia
Prawie połowa przyczyn zaciskającego zapalenia osierdzia w krajach rozwijających się ma nieznane pochodzenie (idiopatyczne). Gruźlica jest przyczyną dużej części przypadków w regionach, gdzie występuje powszechnie. Choroba dotyczy przeważnie ludzi młodych.
Do przyczyn zaciskającego zapalenia osierdzia należą:
- powirusowe zapalenie osierdzia
- gruźlica
- wcześniejsza radioterapia śródpiersia
- przewlekła niewydolność nerek.

Istotą zmian w zaciskającym zapaleniu osierdzia jest znaczne zgrubienie osierdzia. Staje się ono twardą, włóknisto-bliznowatą tkanką, często ze zwapnieniami, zaciskającą stopniowo uwięzione w niej serce. Bliznowaty pancerz wokół serca zmniejsza częstotliwość jego skurczów.

## Patogeneza
Obecność zmian bliznowatych i włóknistych, które obejmują blaszki osierdzia, prowadzi do zlepiania ich ze sobą i formowania włóknistych zrostów.
Tak zmienione osierdzie (zwłókniałe i pogrubiałe) ogranicza rozkurcz i napełnianie komór serca. powoduje to systemowy zastój żylny - upośledzenie napełniania prawej komory (objawy dominujące) rzadziej płucny - upośledzenie napełniania lewej komory. W dodatku, kiedy upośledzone jest napełnianie lewej komory, zmniejsza się również objętość wyrzutowa serca.

## Objawy i przebieg
Chory przy niewielkich wysiłkach skarży się na łatwą męczliwość i duszność. Tętno jest przyspieszone, słabo napięte, tony serca są bardzo ciche lub niesłyszalne, nie notuje się też szmerów dodatkowych. Patognomoniczny jest tzw. stuk osierdziowy. Przy badaniu brzucha stwierdza się powiększenie wątroby, czasem występuje puchlina brzuszna. Żyły szyjne są rozszerzone, ciśnienie żylne jest wysokie, powyżej 1,96 kPa.

## Leczenie
Postępowaniem z wyboru w zaciskającym zapaleniu osierdzia jest perikardiektomia. 